# Byrle Klinck
Byrle Melville "Wayne" Klinck, född 20 juni 1934 i Elmira i Ontario, död 15 april 2016 i Kitchener, var en kanadensisk ishockeyspelare. Klinck blev olympisk bronsmedaljör i ishockey vid vinterspelen 1956 i Cortina d'Ampezzo.